# Robert Billingham
Robert Iain Colin "Bob" Billingham (Londres, 10 de dezembro de 1957 – Grass Valley, 30 de março de 2014) foi um velejador estadunidense, medalhista olímpico. Ele competiu nos Jogos Olímpicos de Verão de 1988 na classe Soling e conquistou a medalha de prata, ao lado de John Kostecki e William Baylis. Juntamente com Kostecki e Baylis, Billingham conquistou quatro medalhas no Campeonato Mundial. Em 1985 ficaram em terceiro lugar em Sarnia antes de ganharem o título em 1986 em La Trinité-sur-Mer e 1988 em Melbourne. Nesse meio tempo, eles ganharam a prata em Kiel em 1987.
Billingham disputou diversas vezes a Copa América e também atuou na parte administrativa da competição. Em 1992 ele fez parte da equipe americana vitoriosa do America III na 28ª Copa América. Ele morreu no final de março de 2014, após uma longa batalha contra o câncer.